# Eardrum
Eardrum è il terzo album in studio da solista del rapper statunitense Talib Kweli, pubblicato nel 2007.

## Tracce
1. Everything Man (feat. Sonia Sanchez) – 3:16
2. NY Weather Report (feat. DJ Jazzy Jeff & Cut Chemist) – 4:35
3. Hostile Gospe (Part 1) (Deliver Us) – 5:22
4. Say Something (feat. Jean Grae) – 3:43
5. Country Cousins (feat UGK & Raheem DeVaughn) – 4:31
6. Holy Moly – 2:08
7. Eat to Live – 3:07
8. In the Mood (feat. Roy Ayers & Kanye West) – 3:55
9. Soon the New Day (feat. Norah Jones) – 4:02
10. Give 'Em Hell (feat. Coi Mattison & Lyfe Jennings) – 4:27
11. More or Less – 4:40
12. Stay Around – 4:15
13. Hot Thing (feat. will.i.am) – 3:48
14. Space Fruit (Interlude; interpretata da Sa-Ra)
15. The Perfect Beat (feat. KRS-One) – 3:49
16. Oh My Stars (feat. Musiq Soulchild) – 3:40
17. Listen!!! – 3:28
18. Go with Us (feat. Strong Arm Steady) – 3:59
19. Hostle Gospel (Part 2) (Deliver Me) (feat. Sizzla) – 4:21

Bonus tracks
1. The Nature (feat. Justin Timberlake) – 5:01
2. Hush (feat. Jean Grae) – 3:55
3. Take It Back (feat. Marsha Ambrosius; nella versione internazionale) – 5:14
4. Getting My Grown Man On (feat. Little Brother; nella versione internazionale) – 3:50

## Classifiche
| Classifica (2007)           | Posizione raggiunta |
| --------------------------- | ------------------- |
| Stati Uniti (Billboard 200) | 2                   |